# 馬丁·加西亞·加西亞
馬丁·加西亞·加西亞（西班牙語：Martín García García，1996年12月3日—）是一名西班牙鋼琴家。2021年，他獲得第十八屆蕭邦國際鋼琴比賽第三名和克利夫蘭國際鋼琴比賽冠軍。

## 生平
加西亞曾在馬德里索菲亞王后音樂學院師從加利娜·葉吉阿扎羅娃，並在紐約曼尼斯音樂學院師從傑羅姆·羅斯。